# Buphagus erythrorynchus
El picabueyes piquirrojo (Buphagus erythrorynchus) es una especie de ave paseriforme de la familia Buphagidae.  Tiene una amplia distribución en las sabanas del este y sur de África.

## Distribución
Su área de distribución incluye Angola, Botsuana, República Democrática del Congo, Yibuti, Eritrea, Etiopía, Kenia, Malawi, Mozambique, Namibia, Ruanda, Somalia, Sudáfrica, Sudán del Sur, Sudán, Suazilandia, Tanzania, Uganda, Zambia, y Zimbabue. Es una especie vagante en Yemen.